# Карвалью, Антониу
Анто́ниу Жозе́ Пере́йра ду Карва́лью (порт. António José Pereira de Carvalho; 10 декабря 1960, Гимарайнш — 18 ноября 2023) — португальский футболист и футбольный тренер, играл на позиции защитника и полузащитника.

## Биография

### Игровая карьера
Начинал карьеру в клубе «Витория» из Гимарайнша, но за два сезона сыграл 10 матчей. В 1981 году перешёл в «Санжуаненсе», за который играл в течение одного сезона. В 1982 году перешёл в «Салгейруш», за который в течение двух сезонов сыграл 56 матчей и забил 4 гола.
В 1984 году перешёл в «Портимоненсе», в составе которого отыграл два сезона, сыграл 54 матча и забил 1 гол. В 1986 году вернулся в «Виторию», в составе которой отыграл пять сезонов, а в 1988 году выиграл Суперкубок Португалии. В составе «Витории» Карвалью сыграл в Примейре-лиге 137 матчей и забил 7 голов. Всего во всех турнирах сыграл за «Виторию» 178 матчей и забил 7 голов. 
В 1991 году перешёл в «Пасуш де Феррейру», за которую отыграл один сезон. В последующие годы играл за «Морейренсе» и «Ронфе», в котором закончил карьеру в 1994 году.
За сборную Португалии сыграл 2 матча.

### Тренерская карьера
Работал главным тренером ряда португальских клубов, среди которых были «Бриту», «Лозада», «Рибейран», «АД Оливейренесе» и «Тирсенсе».

### Смерть
Скончался 18 ноября 2023 года в возрасте 62 лет.